# Edward Clark
Edward Clark (1 de abril de 1815, Nova Orleans, Louisiana — 4 de maio de 1880, Marshall, Texas) foi o 8º governador do Texas, de 18 de março de 1861 a 7 de novembro de 1861. No seu mandato começou a guerra civil americana.

## Carreira
Clark mudou-se para o Texas em 1842 e estabeleceu um escritório de advocacia. Ele serviu na Convenção de Anexação do Texas e dois mandatos como representante estadual na Legislatura do Texas. Durante a Guerra Mexicano-Americana, ele serviu na equipe do Major General J. Pinckney Henderson e lutou na Batalha de Monterrey. Quando a guerra terminou, ele serviu como secretário de estado sob o governador Elisha M. Pease e como vice-governador sob o governador Sam Houston. Quando Sam Houston se recusou a fazer um juramento de lealdade à Confederação, Clark se tornou governador. Uma das primeiras ações de Clark foi ordenar a entrega de todas as armas de fogo e munições dos comerciantes privados ao estado. Além disso, todas as armas de fogo de propriedade privada deveriam ser investigadas. Poucas armas foram entregues e a maioria dos texanos não obedeceu por medo de um futuro confisco.

Depois de perder a corrida para governador por 124 votos para Francis Lubbock, Clark se tornou um coronel da milícia do Texas durante a Guerra Civil Americana. Em 1863 ele se juntou ao Exército dos Estados Confederados e foi comissionado coronel do 14º Regimento de Infantaria do Texas. Ele comandou a unidade, como parte da Divisão Greyhound, até ser ferido na Batalha de Pleasant Hill. A promoção a Brigadeiro-General não foi confirmada pelo Congresso Confederado e ele deixou o serviço; no entanto, em 1865 ele foi promovido a brigadeiro na milícia. Ele fugiu brevemente para o México no final da Guerra Civil Americana, e voltou para casa em Marshall, Texas.